# 天災は忘れた頃にやってくる
天災は忘れた頃にやってくる（てんさいはわすれたころにやってくる）とは、自然災害はその被害を忘れたときに再び起こるものだという戒め。「天災は忘れられたる頃来る」、「天災は忘れた頃来る」、「天災は忘れられた頃に来る」などとも記述される。また、上記の「天災」の箇所は「災害」と書かれることもある。科学者で随筆家の寺田寅彦による言葉。

## 寅彦と防災

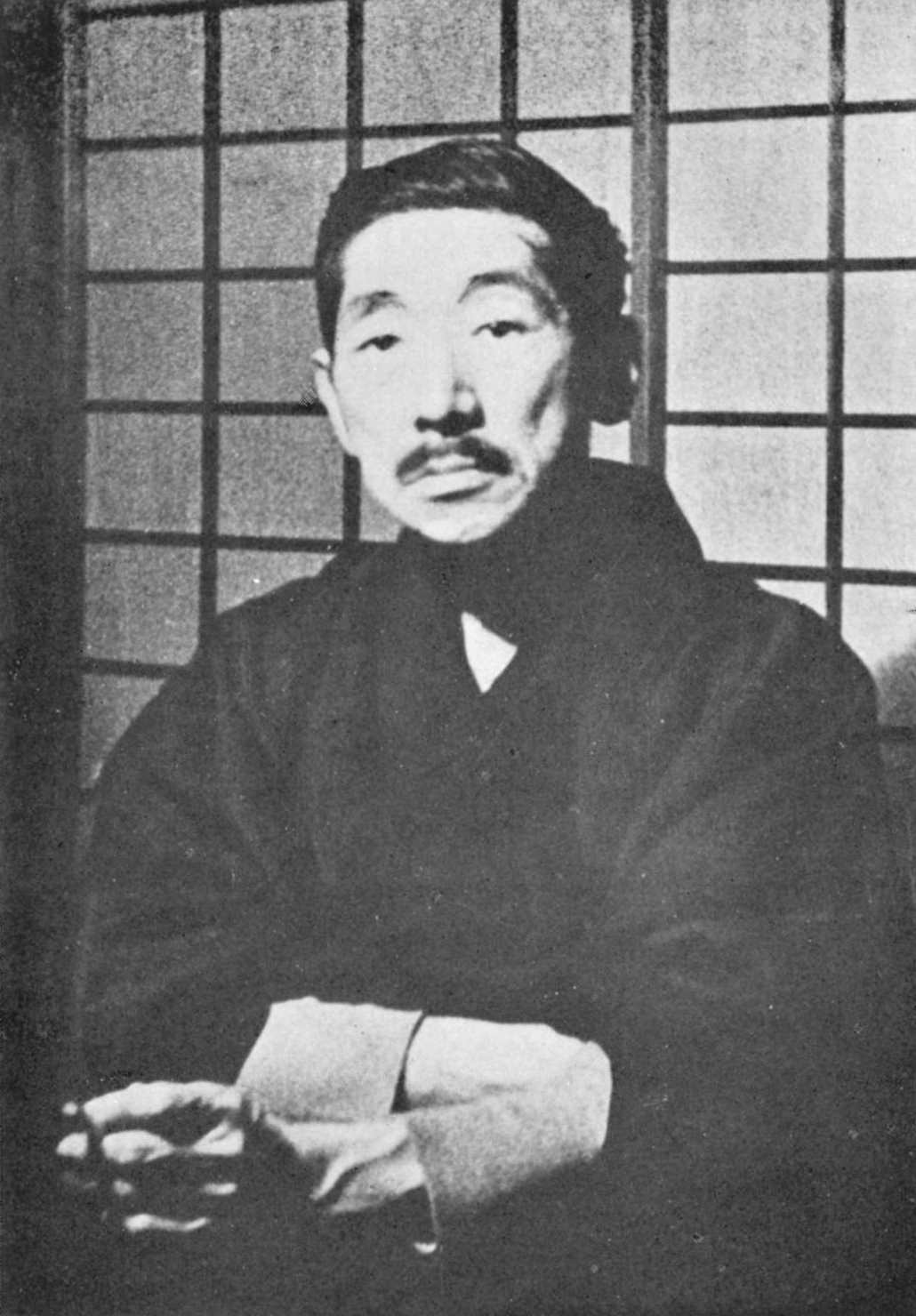
寺田寅彦

寺田寅彦は研究者として火災や地震などの災害に関心を持っていたが、1923年の関東大震災発生後は、これまで以上に深い関心を示すようになった。地震発生時、上野の二科展会場にいた寅彦は、自分のいる建物の無事を確認すると、「此珍しい強震の振動の経過を出来るだけ精しく観察しよう」と、その場に留まり、建物の様子などを観察した。続いて東京市内の焼け跡を回り、地震被害を調べた。
寅彦はその後、防災についての随筆を多く残した。1933年に発表した『津浪と人間』では、津波は定期的に起きるものでそのことは十年も二十年も前から警告しているという学者の主張と、二十年も前の事など覚えていられないという被害者の主張を取り上げ、「これらはどちらの云い分にも道理がある。つまり、これが人間界の「現象」なのである」と論じた。そして、
と述べた。
翌1934年には、寅彦の代表的な随筆ともいわれる「天災と国防」を発表した。ここでは、同年に発生した函館大火、手取川決壊による水害、室戸台風による被害を取り上げた。そして、文明が進むほど自然災害の被害が増大することを指摘し、その上で以下のように記した。
寅彦は、その後に書かれた随筆でも防災について記述し、天災による被害を忘れることへの危険性を訴えた。しかし、寅彦の随筆の中には、「天災は忘れた頃にやってくる」という言葉は無い。ただし、寅彦の弟子であった科学者の中谷宇吉郎や藤岡由夫によれば、寅彦は生前このような言葉をしばしば口にしていたとのことである。

## 中谷宇吉郎らによる拡散

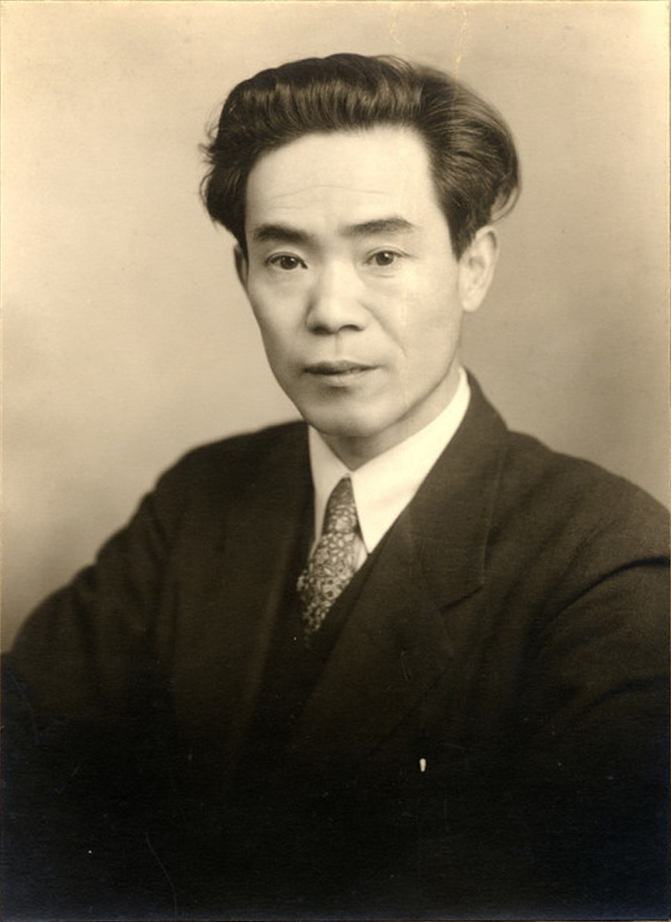
中谷宇吉郎

中谷宇吉郎は、寅彦死後の1938年７月9日、東京朝日新聞のコラム「槍騎兵」に「天災」と題する文章を発表した。そしてこの中で、以下のように綴った。
この中谷の記事が、この言葉が文字として記載された初めての例であると考えられている。ただしこの時点で中谷は、この言葉は寅彦が書いた文章の中にも記載されていると思い込んでいた。
その後、「天災は忘れた頃に来る」という言葉は随所で引用されることとなった。1944年には、朝日新聞が毎日1つの言葉を紙面で取り上げる欄を設け、そして9月1日の言葉に「天災は忘れられた頃に来る」を選んだ。ここで解説を頼まれた中谷は、この言葉の出所を記載しようと寅彦の随筆をあたったが、どの随筆を読んでもこの言葉を見つけることができなかった。仕方が無いので中谷は、「天災と国防」に書かれている同内容の記述を紹介する形で解説した。中谷はこの顛末を、1955年に「天災は忘れた頃来る」と題する随筆にまとめた。同随筆によると、中谷と同じ寅彦門下の坪井忠二も、この言葉は寅彦の随筆の中に書かれていたと思い込んでいたとのことである。
この言葉は、戦前の日本では9月1日に新聞やポスターでよく目にしたとの証言がある。そして遅くとも1950年代には、寅彦の言葉として一般的に知られるようになっていた。中谷も、この言葉は寅彦先生のどの随筆に載っているかといった質問を受けるようになったという。

## 論評

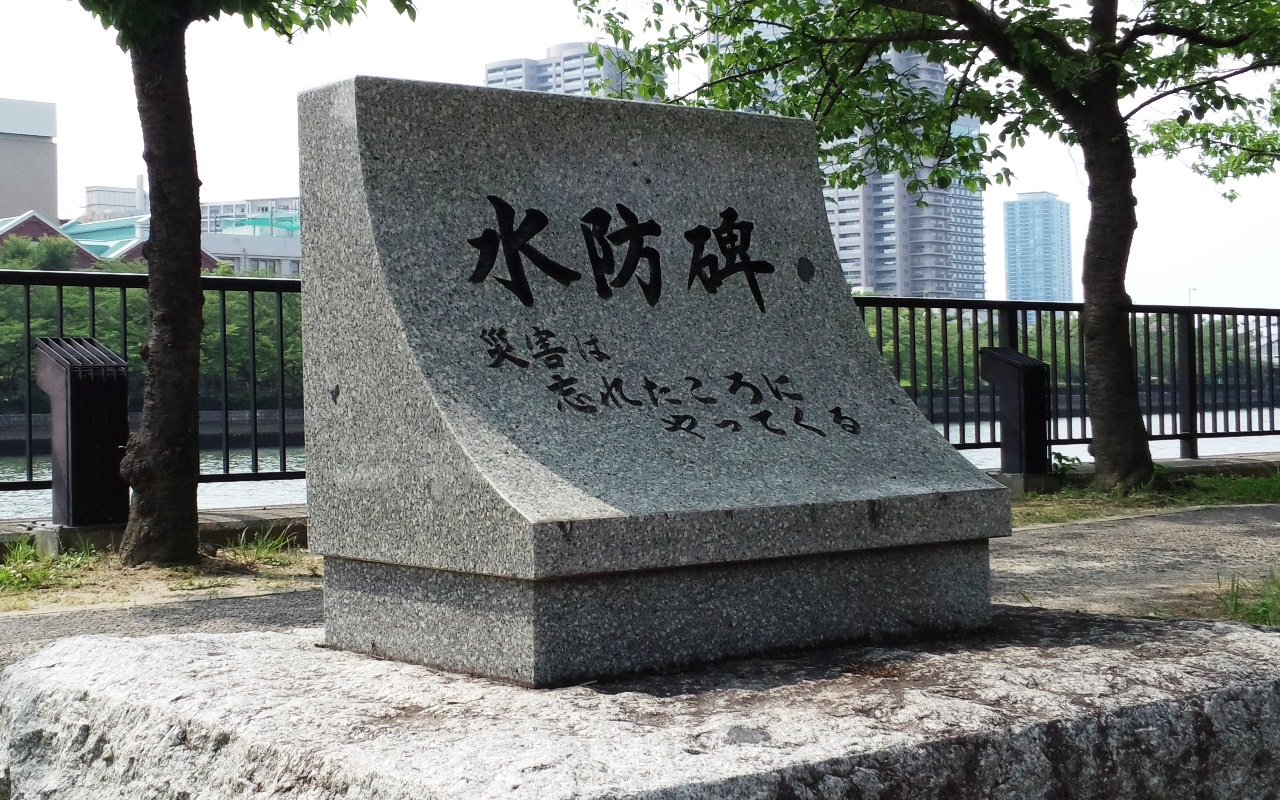
大阪市都島区の桜之宮公園に建てられた水防碑。「災害は忘れたころにやってくる」の文字が刻まれている。大阪市内には他にも同様の水防碑が幾つか建てられている。

この言葉は現代の日本でも広く知られており、特に阪神・淡路大震災や東日本大震災といった大きな災害が発生したときには雑誌などで引用されることが多い。
また、この言葉は今でも寅彦の言葉としてとらえられることが多く、広辞苑や大辞林といった辞書にも、寅彦の言葉として記載された。高知市の寅彦記念館には、「天災は忘れられたる頃来る」と刻まれた石垣が造られている。一方で、この言葉は寅彦の文章の中には無いと批評する文献も複数存在する。
この言葉のとらえ方は人によって様々である。たとえば、地震学者の金森博雄は、「科学者は自らの自然現象に関する知識の限界をいつもわきまえて自然に対しいつも謙虚でなければならない」と解釈することもできると述べている。また、「備えあれば憂いなし」と同様の意味に解されることもある。
初山高仁は、自然災害の被害を忘れることの危険性については、関東大震災直後に寅彦以外の学者も主張していたと批評している。その中で寅彦の特徴は、1930年代に入ってもこのことを主張し続けたこと、そして、忘れないための社会的対応、すなわち学校における災害教育の必要性をも訴えたことにあると述べている。しかし、「天災は忘れた頃にやってくる」という言葉からは寅彦が常々訴えていた防災教育の必要性などをくみ取る事は難しく、したがって、寅彦の防災に対する考え方をこの言葉で代表させてしまうのは問題であると主張している。
寅彦と共に関東大震災の被害調査に取り組んだ地震学者の今村明恒は、1949年の著書『地震の国』において、この言葉について「当時の世相に対しては極めて適切軽妙な警句であったのだが、併し一般の大衆にはわかりにくかったらしい。天変地異と天災地妖とを混同していた人が寧ろ多数であったからである」と評している。また今村は、天災は忘れないだけでは不十分で、防備することが重要だと述べている。
藤岡由夫は、寅彦の文章としては存在しないこの言葉が、人の口から口へと広がっていったのは、「そこにかえって社会に対する先生の影響力がうかがえる」と述べている。中谷宇吉郎は、この言葉は随筆中には存在しないが、寅彦の言葉には違いないとして、「これは、先生がペンを使わないで書かれた文字であるともいえる」と述べている。

## 派生語
21世紀になると、日本において地震活動や火山活動が活発化し、また、地球温暖化の進行に伴い大気中の水蒸気量が増え、それ以前ではほとんど起こらなかったような豪雨災害が頻発するようになった。例えば、2005年にはハリケーン・カトリーナの後にハリケーン・リタが上陸し、日本でも平成17年台風第14号が猛威を振るった。さらに、2019年には、9月に襲来した令和元年房総半島台風からの復興もままならないような状況で令和元年東日本台風が上陸した。このような状況から、「天災は忘れた頃にやってくる」から派生し、「忘れる間もなくやってくる」、「忘れるまもなくやってくる」、「忘れる前にやって来る」、「忘れないうちにやってくる」などの表現が使われるようになった。また、2019年7月18日には、鳥飼否宇が著した『天災は忘れる前にやってくる』という題名の、災害を題材にしたフィクション作品が、光文社より発売された。